# 大川従道
大川 従道（おおかわ つぐみち、1942年1月19日  - ）は、日本の牧師、神学校教師である。大和カルバリーチャペル、東京カルバリーチャペル主任牧師。

## 生い立ち
ホーリネス教会教職の両親を持つ。（父は大川博道、義兄は千代崎秀雄）　聖学院高等学校、東京聖書学院、青山学院大学文学部神学科卒。

## ミニストリー
テレビ、ラジオ、インターネット放送を行っている（カルバリーチャペルアワーなど）。ベテスダ神学大学名誉神学博士（米国非地域認定校)、シェパード大学名誉神学博士（非認定校)。
2010年5月の世界宣教東京大会名誉会長を務め、初日のセレブレーションでは教派を超えたクリスチャンの一致を求め、そのための本としてマーティン・ロイドジョンズの『栄えに満ちた喜び』を紹介した。
セカンドチャンス論肯定派として知られる。
キリスト教系の新宗教であるセブンスデー・アドベンチスト教会について、公の場でキリスト教の各教派について祈祷する際に同時に祈り、キリスト教に含める態度を繰り返し表明している。

## 経歴
- 1942年、東京生まれ。
- 1981年、座間カルバリーチャペル献堂
- 1992年、大和カルバリーチャペル（森チャペル）献堂
- 2000年、大和カルバリーチャペル（泉チャペル）献堂
- 2000年、恵比寿ガーデンプレイズ（恵比寿）開所 ※2001年閉鎖
- 2003年、東京プロテスタント教会（初台）献堂 ※2004年閉鎖
- 2015年、東京カルバリーチャペル（西新宿）開所

## 著書
- 『教会成長うらおもて』いのちのことば社　1983年
- 『風は己が好む所に吹く』新生運動
- 『「石の枕」で二十二年』 大和キリスト教会　1992年
- 『あなたにも夜がある』 NCM2Japan 1993年
- 『現代における聖霊行伝』マルコーシュ・パブリケーション 1995年
- 『「バカの壁」を超えるもの』  教文館
- 『ですから、聖書に戻るのです』教文館 2006年
- 『足の裏で470歩』 いのちのことば社
- 『イエス様の消しゴム』 いのちのことば社
- 『非まじめ牧師のジョーク集』 大和カルバリーチャペル
- 『アダムのパンツ』 いのちのことば社　2007年